# تشال بادام كتا (سادات محمودي)
تشال بادام كتا (بالفارسية: چال بادام کتا) هي قرية تقع في إيران في قسم سادات محمودي الريفي. يقدر عدد سكانها بـ 27 نسمة بحسب إحصاء 2016.